# يوكي هارا
يوكي هارا (باليابانية: 原 裕樹) (16 مايو 1976 في شيزوكا في اليابان – )؛ هو لاعب كرة قدم سابق كان يلعب كلاعب وسط.